# Cerastes vipera
Cerastes vipera är en ormart som beskrevs av Carl von Linné 1758. Cerastes vipera ingår i släktet Cerastes och familjen huggormar. IUCN kategoriserar arten globalt som livskraftig. Inga underarter finns listade i Catalogue of Life.
Arten förekommer i norra Afrika och fram till södra Israel. Den lever i låglandet och i bergstrakter upp till 1000 meter över havet. Habitatet utgörs av sandöknar och av andra områden med sandig mark samt av buskskogar och klippiga regioner.
Cerastes vipera är aktiv på natten och jagar små ryggradsdjur som gnagare, ödlor eller fåglar. Äggen kläcks redan i honans kropp och per kull föds 3 till 5 ungar.